# Saparmyrat Nyýazow
Saparmyrat Ataýewiç Nyýazow (ou en transcription française : Saparmourat Niazov, Saparmurat Niyazov, Saparmyrat Niyazow, Saparmurat Niyazov, etc.), dit Türkmenbaşy (Turkmenbachi), né le 19 février 1940 à Gypjak et mort le 21 décembre 2006 à Achgabat, est un homme politique turkmène.
Il a été successivement secrétaire général du Parti communiste de la R.S.S. du Turkménistan de 1985 à 1991, président du Soviet suprême de la R.S.S. du Turkménistan en 1990 et président de la République indépendante de 1990 à sa mort en 2006. Considéré comme l'un des dictateurs les plus autoritaires du monde (il cumulait les postes de chef de l'État, de chef du gouvernement, de commandant suprême de l'armée et de président du Parti démocratique du Turkménistan, le seul parti autorisé), il avait également l'habitude d'imposer à son pays ses excentricités personnelles.

## Biographie
Né à Gypjak, à quelques kilomètres d'Achgabat, capitale de la République socialiste soviétique turkmène, Nyýazow devient orphelin dès son plus jeune âge. Selon la version officielle, son père est mort en combattant les Allemands durant la Seconde Guerre mondiale et le reste de sa famille est tué lors du violent tremblement de terre qui a dévasté Achgabat en 1948. Il est ensuite élevé dans un orphelinat soviétique, avant d'être recueilli par un lointain parent. En 1962, Nyýazow rejoint le Parti communiste de l'Union soviétique au sein duquel il est rapidement promu, devenant en 1985 le chef du Parti communiste turkmène (renommé ultérieurement Parti démocratique du Turkménistan). Nyýazow, en tant que leader de la République socialiste soviétique turkmène, soutient le putsch de Moscou contre Mikhaïl Gorbatchev en 1991 et conserve le contrôle de son pays après la chute de l'Union soviétique. Il devient le premier président turkmène la même année et est réélu (à 99,5%) pour 5 ans en 1992 après l'adoption d'une nouvelle constitution.
En 1993, il change officiellement de nom et devient Türkmenbaşy, c'est-à-dire « Chef des Turkmènes ». 
En 1994, sa présidence est étendue pour cinq ans de plus après un référendum. Le 28 décembre 1999, il est proclamé président à vie par le Majlis, décision confirmée en 2002 par le Conseil du peuple, qui est censé se réunir une fois par an mais qui ne l'avait plus fait depuis trois ans.
Il décède le 21 décembre 2006 d'un arrêt cardiaque. Les sources d'opposition ne sont pas sûres de la date de sa mort. Le gouvernement et le conseil de sécurité annoncent alors dans un communiqué commun que le vice-premier ministre turkmène Gurbanguly Berdimuhamedow est nommé président par intérim, alors que ce rôle aurait dû revenir au président du Parlement, Öwezgeldi Ataýew. D'après la Constitution, une élection présidentielle doit avoir lieu dans les deux mois suivant la nomination du président par intérim : Berdimuhamedow est alors élu avec presque 90% des voix le 11 février 2007.

## Culte de la personnalité
Nyýazow est un dirigeant totalitaire, connu pour le fort culte de la personnalité qui lui est voué et auquel il associe le souvenir de sa mère disparue de longue date lors d'un séisme, Gurbansoltan Eje. Il place la renaissance de la culture turkmène parmi les principales priorités du développement du Turkménistan indépendant. Le « Mouvement de renaissance nationale », une organisation visant à promouvoir la culture turkmène (« Galkynish »), est également fondée[réf. nécessaire]. Dès le début des années 1990, une politique de dérussification est instaurée afin de supprimer toutes les influences russes datant des périodes impériale et soviétique. Il se considérait comme le « refondateur » du pays et le « redécouvreur » de l'identité turkmène. Nyýazow exige d'être déclaré « prophète » par le Conseil du peuple. Il se sert de la renaissance culturelle turkmène afin d'accroitre son pouvoir et son culte de la personnalité.

### Türkmenbaşy et sa famille
En 1993, Nyýazow adopte officiellement le surnom Türkmenbaşy, « Chef des Turkmènes ». Il s'inspire du premier président de la république de Turquie, Mustafa Kemal, qui avait reçu du parlement turc le 24 novembre 1934 le nom de famille d'Atatürk « (le Turc-Père) ».
Par la suite, plusieurs entités sont renommés d'après son surnom. La ville qui portait le nom russe de Krasnovodsk, sur la mer Caspienne, est rebaptisée Türkmenbaşy en 1993. 

Une loi adoptée en 2002 (en) renomme entre autres le mois de janvier de Ýanwar à Türkmenbaşy, jusqu'à que les changements soient annulés en 2008. Cette même loi inclut d'autres éléments qui gravitent autour de Nyýazow : avril devient gurbansoltan eje (le nom de sa mère) et septembre devient ruhnama (le nom de son livre, guide spirituel de la nation). L'année 2003 est proclamée année Gurbansoltan Eje[réf. nécessaire] et, toujours en 2002, le mot traditionnel turkmène çörek, qui désigne le pain, est remplacé par gurbansoltan eje. 

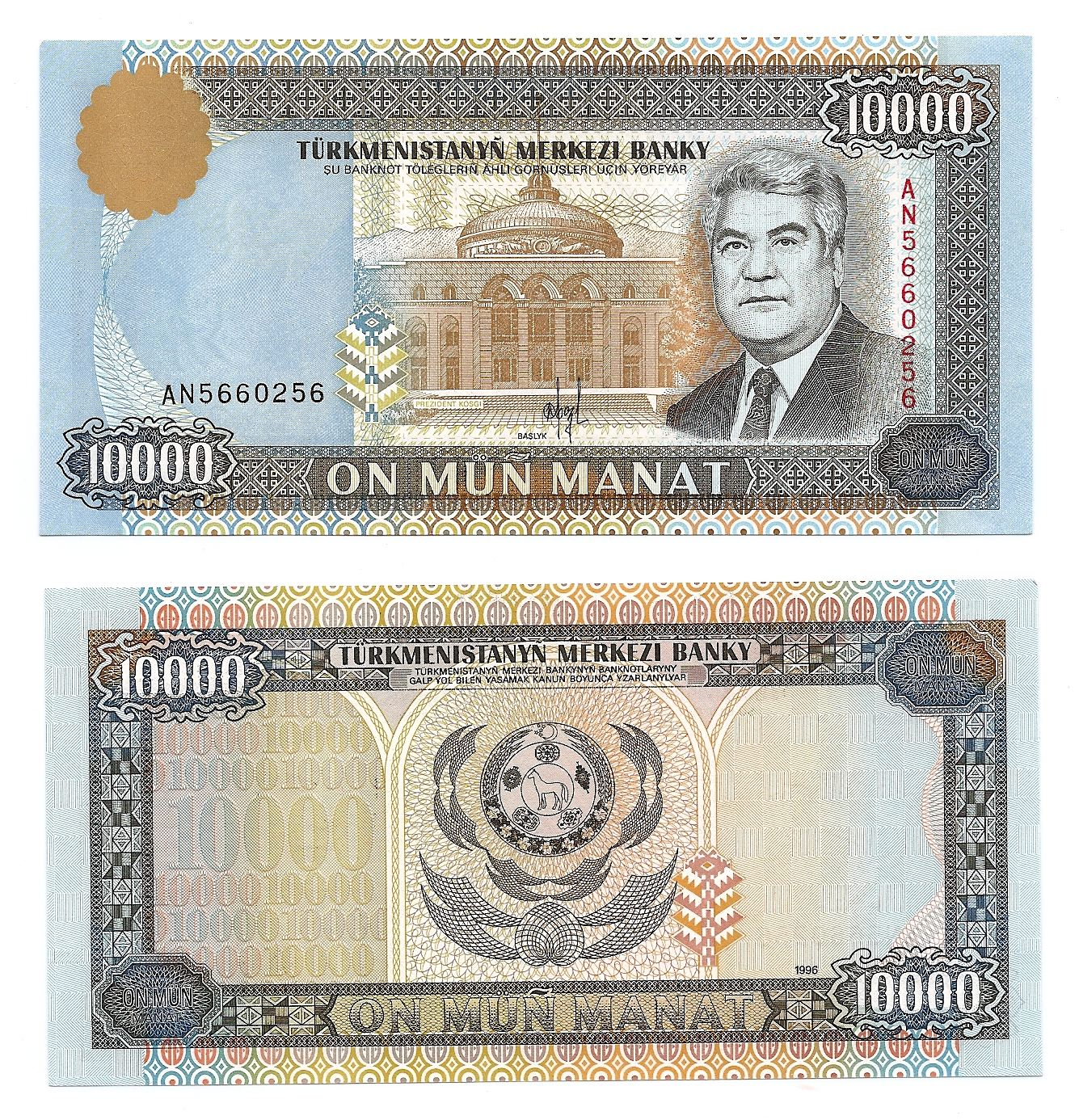
Billet du Turkménistan 10 000 manat (1996).

Nyýazow donne aussi son nom et celui de membres de sa famille à diverses écoles, aéroports et même à une météorite. Son visage orne tous les billets de banque, et de larges portraits du président sont affichés dans tout le pays, en particulier sur les bâtiments importants, et dans les principales avenues. Des statues à son effigie, ou à celle de sa mère, sont disséminées dans tout le Turkménistan. L'une d'entre elles est située au milieu du désert du Karakoum. Une autre, plaquée d'or, se trouve au sommet d'un des plus hauts bâtiments d'Achgabat, l'Arche de la Neutralité, et pivote sur elle-même afin d'être toujours orientée vers le soleil. Une autre encore, gardée par une sentinelle, orne le parvis du Monument de l'indépendance turkmène. Nyýazow ordonne la construction d'un palais monumental à Achgabat (qui devient le Oguzhan Presidential Palace (en) jusqu'en 2011) pour commémorer la règle qu'il a édictée : « Personnellement, je suis opposé à ce que l'on voit des images ou des statues de moi dans les rues... mais c'est ce que veut le peuple. » [réf. nécessaire]
À Gypjak, le village natal de Nyýazow, un complexe est construit entre 2002 et 2004. Il inclut une mosquée, la Mosquée de Gypjak (ou mosquée Türkmenbaşy Ruhy) estimée à cent millions de dollars (construite par Bouygues) et conçue comme un symbole de la renaissance du peuple turkmène. Sur les murs de cet édifice sont inscrits des préceptes extraits du Ruhnama mêlés à des sourates du Coran. Cet état de fait est considéré comme blasphématoire par une partie des musulmans, la tradition islamique ne reconnaissant aucun égal au Coran. 
En 2005, il substitue au serment d'Hippocrate un serment à la Constitution et aux idéaux du Ruhnama. Il prétend aussi que ce livre a la même valeur que le Coran et la Bible.

### Culture et éducation
Les minorités ethniques (principalement Ouzbeks, Kazakhs et Russes) sont forcées à adopter la culture turkmène. Ceux qui résistent à l'assimilation culturelle parrainée par l'État sont expulsés. La plupart des responsables gouvernementaux qui ne sont pas d'origine turkmène sont licenciés. Pour obtenir un poste dans la fonction publique, les candidats doivent prouver qu'ils sont issus d'au moins trois générations passées d'origine turkmène. Un contrôle social informel est utilisé pour garantir que tous les citoyens parlent turkmène et portent des vêtements traditionnels. Toute femme ouzbèke qui tente d'épouser un Turkmène est expulsée du pays avec ses enfants et dans certains cas, les enfants ouzbeks scolarisés dans les écoles turkmènes reçoivent l'ordre de porter des vêtements turkmènes sous peine d'expulsion. Toutes les écoles de langue russe sont fermées, à l'exception d'une école destinée aux élites, et le gouvernement commence à exclure le russe du discours public, y compris des publicités en bordure de route.
Le système éducatif endoctrine les jeunes Turkmènes et fait l'apologie de Nyýazow. Les ouvrages scolaires sont presque exclusivement constitués de travaux ou de discours de Nyýazow. Le texte fondamental est le Ruhnama, ou Livre de l'Âme, une épopée nationale écrite par Nyýazow. Ce livre, un mélange d'histoire révisionniste et de lignes de conduites morales, a pour vocation d'être le « guide spirituel de la nation », et le socle des arts et de la littérature nationaux. En mars 2006, il déclare d'ailleurs que ceux qui lisent le Ruhnama trois fois par jour deviendront plus intelligents et iront directement au paradis.
De plus, l'alphabet est changé : l'ancien alphabet cyrillique, proche de celui utilisé pour le russe, est remplacé par un nouvel alphabet turkmène basé sur l'alphabet latin, proche du turc. Les livres de la période soviétique dans l'ancien alphabet sont interdits sans être remplacés par de nouveaux ouvrages, les bibliothèques contiennent les seules œuvres de Nyýazow[réf. nécessaire]. En 2005, Nyýazow ordonne la fermeture de toutes les bibliothèques car, d'après lui, personne ne va à la bibliothèque pour lire des livres. Cette fermeture généralisée s'inscrit dans une vague d'interdictions touchant l'opéra, le cirque, la distribution de journaux étrangers et les cinémas. La plupart des observateurs occidentaux y voient là une volonté de maintenir le Turkménistan dans l'ignorance afin de mieux y régner,.

## Politique présidentielle et affaires étrangères
Nyýazow se fait remarquer à plusieurs reprises pour sa politique peu conventionnelle. Il ordonne, par exemple, en août 2004 qu'un gigantesque palais de glace soit construit en plein milieu de son pays désertique, bien que de nombreux observateurs eussent affirmé que ce rêve resterait une chimère à moins qu'il n'obtînt une assistance technique.
Seules deux religions ont l'autorisation de mettre en place des lieux de culte au Turkménistan : l'islam sunnite, qui est la religion d'État, et l'Église orthodoxe russe. Les organisations culturelles non turkmènes ne sont pas autorisées.
À partir de 1993 et sa première visite officielle en France, Nyýazow noue une relation avec l'entreprise de BTP Bouygues, lui confiant la rénovation ou la construction de nombreux édifices de la capitale et des villes alentour. Entre 1994 et 2014, le Turkménistan représente la moitié de l'activité internationale de Bouygues Construction, d'après le ministère français des Affaires étrangères[réf. nécessaire], et l'entreprise traduit et édite le Ruhnama en français. Nyýazow fit également appel aux équipes de TF1, filiale du groupe Bouygues, pour rénover la première chaîne nationale turkmène. À son tour TF1 invita Nyýazow à une interview télévisée jamais diffusée, en compagnie de Patrick Le Lay, Martin Bouygues et Jean-Claude Narcy.
À la suite d'une prétendue tentative d'assassinat sur la personne de Nyýazow le 25 novembre 2002, les autorités turkmènes procèdent à l'arrestation d'un très grand nombre de conspirateurs supposés ainsi que de membres de leur famille. Certains détracteurs de Nyýazow affirment que cette tentative a été mise en scène afin de prendre des mesures contre l'opposition politique qui, à l'intérieur comme à l'extérieur du pays, allait crescendo.
Durant l'été 2004, la capitale Achgabat est le théâtre d'une campagne de distribution de tracts appelant au renversement et au procès de Nyýazow. Les autorités se montrent impuissantes à mettre un terme à cette campagne, ce qui a pour conséquence le licenciement télévisé du président du ministre de l'Intérieur, Aşyr Ataýew (ru). Nyýazow accuse le ministre d'être incompétent et déclare : « Je ne peux pas dire que vous avez eu le moindre mérite ni que vous avez combattu le crime avec beaucoup d'ardeur. »[réf. nécessaire]
En 2004, Nyýazow souhaite privatiser le système de santé turkmène et pour réduire les coûts licencie quinze mille salariés travaillant dans les hôpitaux, les remplaçant par des conscrits de l'armée. Dans le cadre de cette réforme, le gouvernement annonce en 2005 la fermeture de tous les hôpitaux en dehors de ceux de la capitale, Aşgabat.
Fin 2004, Nyýazow rencontra l'ancien Premier ministre du Canada Jean Chrétien pour discuter d'un contrat pétrolier au Turkménistan pour une société canadienne. En mars 2005, la nouvelle de cette entrevue impliqua une levée de boucliers parmi les cercles d'opposition au Canada, ces derniers proclamant que l'affaire risquait d'endommager l'héritage de Chrétien[réf. nécessaire].
En invoquant la résolution adoptée par les Nations Unis en 1995 sur la neutralité permanente du Turkménistan, Nyýazow annonce en 2005 réduire ses liens avec la Communauté des États indépendants, l'alliance des anciennes républiques soviétiques, pour n'en devenir qu'un membre associé.